# Miodusy-Inochy
Miodusy-Inochy [mjɔˈdusɨ iˈnɔxɨ] est un village polonais de la gmina de Perlejewo dans le powiat de Siemiatycze et dans la voïvodie de Podlachie.